# استفکا مدینه
استفکا مدینه (بلغاری: Стефка Михайлова Мадина؛ زادهٔ ۲۳ ژانویهٔ ۱۹۶۳) قایقران روئینگ اهل بلغارستان است.